# Дніпро TV
Дніпро TV — дніпровський регіональний інформаційно-просвітницький телеканал, створений на базі комунального підприємства «Дніпровська міська студія телебачення» Дніпровської міської ради.

## Історія
29 березня 2016 — телеканал розпочав своє мовлення. 
12 травня 2022 — телеканал став доступний в MX-5 цифрової етерної мережі DVB-T2.
27 липня 2022 — припинив супутникове мовлення, також припинив мовлення в OTT-сервісах.
9 жовтня 2023 — припинив мовлення в MX-5 цифрової етерної мережі DVB-T2 через закінчення терміну тимчасового дозволу.
28 грудня 2023 року телеканал брав участь в конкурсі на отримання ліцензії на мовлення в MX-5 цифрової етерної мережі DVB-T2, але згідно результатами конкурсу було відмовлено каналу у видачі ліцензії..

## Формати
- Інформаційно-аналітичні шоу
- Новини
- Гостросоціальні програми
- Подкасти: спорт, гумор, аналітика

## Аудиторія
Соціально активні городяни.
Ядро цільової аудиторії (66%) складають мешканці міста та області у віці 18-65 років,
жінки – 49%,
чоловіки 51%

## Мовлення
В пакетах кабельних операторів:
«Контент Трейдинг»,
«Телесвіт»,
«Раледа»,
«Телевідео-С»,
"Triolan"
в ОТТ-сервісах:
Megogo, Київстар ТБ, Hmara TV, YouTV та Omega TV

## Наповнення ефіру
- «Твій ранок» — ведучі Наталія Корскова і Світлана Корскова
- «Твій вечір» — ведучі Аріна Асилгараєва і Антон Глущенко
- «Повний абзац» — ведуча Наталія Корскова
- «Епікриз» — ведуча Світлана Корскова
- «Життєлюби Дніпра» — ведуча Ольга Сидоренко
- «The Best» — ведуча Ольга Сидоренко
- «Додому» — ведуча Ольга Сидоренко
- «Дніпро News. Спорт» — ведучий Анатолій Шинкаренко
- «Спортивний подкаст» — ведучі Дмитро Харлов і Анатолій Шинкаренко
- «Дніпро News» — ведучі Дмитро Харлов, Діана Насипанна, Інеса Зайцева і Артур Терещенко
- «Авторські програми» — ведуча Яна Богославська
- «Слуги і Схеми» — ведуча Діана Насипанна
- «Рівень Помаранчевий» — ведучий Микита Доброславський
- «Комуналка» — ведучий Микита Керенцев

## Критика
4 вересня 2020 року депутат України Нестеренко Кирил Олександрович до Комісії з журналістської етики зазначає, що:
Ефір телеканалу заповнений матеріалами, що не просто піарять міського голову міста, а видають відверто пропагандистські матеріали. Задля маніпуляцій думкою глядачів в сюжетах і програмах «Дніпро TV» регулярно порушуються журналістські стандарти. А саме: пересмикують інформацію; не подають балансу думок; використовують мову-ненависті стосовно опонентів; подають неправдиву інформацію, навмисно вводячи глядачів в оману. Окрім того, порушується закон щодо державної мови. Деякі матеріали зроблені російською мовою. Що більше, за бюджетні кошти з екрана телеканалу на містян впливають брудними передвиборчими інструментами. Чорний піар, що націлений на обласну та центральну владу, постійно з'являється в ефірі «Дніпро TV».— 